# Alexander Pfänder
Alexander Pfänder (* 7. Februar 1870 in Iserlohn; † 18. März 1941 in München) war ein deutscher Philosoph und wird der realistischen Phänomenologie zugerechnet. Nach seiner Lehre ist das Psychische mit dem Physischen durch Wechselwirkungen verbunden.

## Lehre
Alexander Pfänder war ein Schüler von Theodor Lipps. Mit einer Dissertation über Das Bewußtsein des Wollens wurde er 1898 an der Universität München promoviert. Die Arbeit wurde in der Zeitschrift für Psychologie und Physiologie der Sinnesorgane veröffentlicht. 1900 habilitierte er sich mit der Schrift Phänomenologie des Wollens. An der Universität München lehrte er seit 1901, seit 1908 als außerordentlicher Professor, von 1930 bis zu seiner Emeritierung 1935 als Ordinarius. Zu seinen Doktorandinnen gehörte 1909 die Psychoanalytikerin Else Voigtländer. Seine Logik von 1921 widmete er Edmund Husserl zum 60. Geburtstag.
Nachfolger auf seinem Münchner Lehrstuhl wurde auf Drängen Adolf Hitlers hin der nationalsozialistische Philosoph Hans Grunsky.
Der Theologe Wolfgang Trillhaas gab 1948 Pfänders Philosophie der Lebensziele aus dem Nachlass heraus und steuerte ein Nachwort bei, in dem er Pfänders Denken würdigte.
Anlässlich des 100. Geburtstages Pfänders fand in München ein internationaler Kongress unter dem Titel Die Münchener Phänomenologie statt. Präsident des Organisationskomitees war Helmut Kuhn.

## Werke
- Phänomenologie des Wollens, 1900
- Einführung in die Psychologie, 1904
- Zur Psychologie der Gesinnungen, in: Jahrbuch für Philosophie und phänomenologische Forschung, Halle (Max Niemeyer), Band I (1913) und Band III (1916).
- Logik, in: Jahrbuch für Philosophie und phänomenologische Forschung, Halle (Max Niemeyer), Band IV (1921).
- Die Seele des Menschen, 1933